# Cantone di Villers-Cotterêts
Il Cantone di Villers-Cotterêts è una divisione amministrativa dell'arrondissement di Soissons.
A seguito della riforma approvata con decreto del 21 febbraio 2014, che ha avuto attuazione dopo le elezioni dipartimentali del 2015, è passato da 20 a 76 comuni.

## Composizione
I 20 comuni facenti parte prima della riforma del 2014 erano:
- Ancienville
- Corcy
- Coyolles
- Dampleux
- Faverolles
- Fleury
- Haramont
- Largny-sur-Automne
- Longpont
- Louâtre
- Montgobert
- Noroy-sur-Ourcq
- Oigny-en-Valois
- Puiseux-en-Retz
- Retheuil
- Soucy
- Taillefontaine
- Villers-Cotterêts
- Villers-Hélon
- Vivières

Dal 2015 i comuni appartenenti al cantone sono i seguenti 76:
- Ambrief
- Ancienville
- Arcy-Sainte-Restitue
- Armentières-sur-Ourcq
- Beugneux
- Billy-sur-Ourcq
- Bonnesvalyn
- Breny
- Brumetz
- Bussiares
- Buzancy
- Chacrise
- Chaudun
- Chézy-en-Orxois
- Chouy
- Corcy
- Courchamps
- Coyolles
- Cramaille
- La Croix-sur-Ourcq
- Cuiry-Housse
- Dammard
- Dampleux
- Droizy
- Faverolles
- La Ferté-Milon
- Fleury
- Gandelu
- Haramont
- Hartennes-et-Taux
- Hautevesnes
- Largny-sur-Automne
- Latilly
- Launoy
- Licy-Clignon
- Longpont
- Louâtre
- Maast-et-Violaine
- Macogny
- Marizy-Sainte-Geneviève
- Marizy-Saint-Mard
- Monnes
- Montgobert
- Montgru-Saint-Hilaire
- Monthiers
- Montigny-l'Allier
- Muret-et-Crouttes
- Nampteuil-sous-Muret
- Neuilly-Saint-Front
- Noroy-sur-Ourcq
- Oigny-en-Valois
- Oulchy-le-Château
- Oulchy-la-Ville
- Parcy-et-Tigny
- Passy-en-Valois
- Le Plessier-Huleu
- Priez
- Puiseux-en-Retz
- Retheuil
- Rozet-Saint-Albin
- Rozières-sur-Crise
- Grand-Rozoy
- Saint-Gengoulph
- Saint-Rémy-Blanzy
- Silly-la-Poterie
- Sommelans
- Soucy
- Taillefontaine
- Torcy-en-Valois
- Troësnes
- Vichel-Nanteuil
- Vierzy
- Villemontoire
- Villers-Cotterêts
- Villers-Hélon
- Vivières